# Gramática general
Desde un punto de vista histórico-lingüístico, gramática general es el nombre que recibe aquella gramática que se propone enunciar ciertos principios a que obedecen todas las lenguas y que ofrecen las explicación profunda de sus usos; se trata, pues, de definir el lenguaje del cual las lenguas particulares son casos particulares. Las gramáticas generales desplazan como modelo de toda gramática a la del latín, trascendiendo a toda lengua en particular. 
La llamada Gramática de Port-Royal de 1660 (cuyo título original es Gramática general y razonada), escrita por Claude Lancelot en colaboración con Antoine Arnauld, es el primer ejemplo de este tipo de gramáticas. Explican Lancelot y Arnauld que, de acuerdo a lo reclamado por los filósofos, hay tres operaciones de nuestro espíritu: Concebir, Juzgar, Razonar. La primera de ellas “no es otra cosa que una simple mirada de nuestro espíritu sobre las cosas, sea de una manera puramente intelectual, como cuando yo digo conocer el ser, la duración, el pensamiento, Dios; sea con imágenes corporales, como cuando imagino un cuadrado, un círculo, un perro, un caballo. Juzgar, entre tanto, es afirmar que una cosa que concebimos es o no es (…) Razonar es servirse de dos juicios para hacer un tercero: como cuando hemos juzgado que toda virtud es loable, que la paciencia es una virtud, por lo tanto concluimos que la paciencia es loable”.
El ejemplo fue seguido por numerosos gramáticos, sobre todo del siglo XVIII, pues se pensaba que el aprendizaje de las lenguas debía estar fundado en una gramática general que lo llevase más allá de la memorización y el hábito; además hace referencia a un tipo particular de estudio gramatical que hace de la totalidad de las lenguas su principal objeto de estudio.

## Principios teóricos
La idea de que todas las lenguas tienen un fundamento común implica que todas tiene por objeto permitir a los hombres significar, hacer conocer unos a otros sus pensamientos. Pero esta comunicación del pensamiento a través del habla exige que esta sea una especie de imitación del pensamiento: una representación (en sentido fuerte) del mismo, esto es, que la palabra, además de signo, comporta una analogía interna con el contenido que transmite.
La representación no se produce en el nivel fónico sino en la organización de las palabras en el enunciado. Para argumentar esta idea se basan en el análisis del pensamiento operado por los lógicos. Al distinguir en una proposición un sujeto de un predicado, no se rompe su unidad, puesto que cada uno de esos términos solo puede definirse en relación con el otro. Por consiguiente, el habla permite que se transparente la indivisibilidad del acto intelectual siempre que el fraccionamiento en palabras reproduzca el análisis lógico del pensamiento. 
Así, de la idea de que el lenguaje es representación se pasa a la idea de que es representación del pensamiento lógico. Por lo demás, dado que en esa época se pensaba que la lógica era universal, resultaba razonable pensar que hay principios igualmente universales que todas las lenguas acatan cuando se esfuerzan por hacer visibles, a través de las exigencias de la comunicación, la estructura del pensamiento lógico. Principios que, además, se pueden obtener de manera razonada, a partir de una reflexión sobre las operaciones lógicas del espíritu y sobre las necesidades de la comunicación.